# Jamshid Sharmahd
Jamshid Sharmahd, también Djamshid Sharmahd, en persa: جمشید شارمهد‎‎, (Teherán, 23 de marzo de 1955 - 28 de octubre de 2024) fue un empresario alemán que fue secuestrado por agentes del servicio secreto iraní en Dubái en el verano de 2020 y, tras años de prisión, probablemente de tortura y sin el debido proceso legal, fue condenado a muerte en febrero de 2023 por terrorismo.
Sharmahd estuvo recluido en régimen de aislamiento hasta su ejecución el 28 de octubre de 2024.

## Familia, educación, trabajo
Jamshid Sharmahd nació en Teherán. Su padre se mudó a Alemania con él en 1962 y allí se casó con una mujer alemana. Sharmahd creció en Peine y Hannover. Se formó como electricista, estudió y se convirtió en ingeniero eléctrico. Como tal, trabajó en Siemens y creó su propia pequeña empresa de software. Más tarde se mudó a Teherán pero abandonó el país en 1979 después de la Revolución Islámica. En 1983 trajo consigo a su esposa e hija Gazelle Sharmahd. Su hijo nació en Alemania. Después de eso, vivió con su familia en el distrito Nordstadt de Hannover y dirigió una tienda de informática allí. Tiene la ciudadanía alemana desde 1995.
En 2003 se mudó a EE. UU. y fundó allí una empresa de software. Allí entró en contacto con un pequeño grupo de oposición iraní en el exilio, para el cual creó una estación de radio en el exilio. Como resultado de las protestas posteriores a las elecciones presidenciales iraníes en 2009, se involucró en los derechos humanos en Irán y, según su hija, dio a conocer muchos crímenes cometidos por el régimen iraní y sus víctimas. Dirigió un sitio web donde la gente se podía informar sobre la situación en Irán.

## Secuestro y detención
El 25 de julio de 2020 Sharmahd realizó un viaje de negocios y voló de Fráncfort del Meno a Dubái. Allí se canceló su vuelo de conexión planificado a Bombai. Tuvo que pasar la noche en Dubái, informó a sus familiares en Los Ángeles de su paradero y les permitió localizar su teléfono móvil mediante un rastreador de Google. Después de eso ya no pudieron comunicarse con él por teléfono. Desde el 29 de julio de 2020, según el rastreador, el teléfono móvil se trasladó a Irán a través de Buraimi y Sohar en Omán. Un mes después, la televisión estatal iraní mostró un video de Jamshid Sharmahd, con los ojos vendados y la cara hinchada, en el que decía en voz baja que había proporcionado material explosivo a un grupo terrorista. Otras imágenes de propaganda mostraban cómo hombres fuertemente armados y con pasamontañas se lo llevaban esposado. El jefe del Ministerio de Inteligencia de Irán afirmó que fue atrapado a través de una «operación compleja». El régimen lo acusa, sin ninguna prueba, de planear un atentado con bomba. El grupo de trabajo de la ONU contra las detenciones arbitrarias, la Oficina Federal para la Protección de la Constitución de Alemania (BfV) y grupos de derechos humanos asumen que las fuerzas del régimen iraní secuestraron y torturaron a Sharmahd, al igual que a otras decenas de figuras de la oposición antes que ellos, y así forzaron una confesión fabricada. Las autoridades de Irán han mantenido en secreto el lugar donde retienen a Sharmahd y no han permitido visitas. A los familiares rara vez se les permitía llamarlo por unos minutos. Cada llamada telefónica fue monitoreada por varios guardias. Aunque a Sharmahd no se le permitió dar detalles de su detención, indirectamente le hizo entender a su hija que le habían sacado los dientes, nunca vio la luz del día, solo podía hablar con sus torturadores y no podía elegir un abogado, aunque se le proporcionó un abogado leal al régimen.
Según la organización de derechos humanos Amnistía Internacional (AI), que está siguiendo el caso, Sharmahd estuvo recluido en régimen de aislamiento sin abogado durante años, sometido a torturas y sin medicación. Aunque su salud se deterioró durante la detención, las autoridades iraníes le negaron sistemáticamente atención médica adecuada. El abogado del régimen admitió ante los familiares que Sharmahd estaba siendo retenido como rehén político para chantajear a los países occidentales (aquí: Alemania). Se le negó el acceso consular. En julio de 2022, durante un año y medio, ya no se le permitió a la hija de Sharmahd, Gazelle, llamar a su padre; a su esposa también se le prohibió hacerle varias llamadas telefónicas.

## Farsa judicial y sentencia de muerte
En julio de 2022, el régimen de Irán inició una farsa judicial contra Sharmahd, con múltiples audiencias. Fue acusado de participar en el atentado con bomba en una mezquita en Shiraz, provincia de Fars, en 2008, en el que murieron 14 personas y más de 200 resultaron heridas. Sin embargo, el propio Consejo de Seguridad Nacional de Irán descartó en 2008, a través de la agencia estatal de noticias Fars News, que los autores de la bomba y el ataque fuesen figuras de la oposición, citando como causa un accidente provocado por la explosión de municiones de la anterior guerra de Irán con Irak. Pero después de cinco comparecencias ante el juez en julio de 2022, la abogada designada por el régimen, anunció a Gazelle Sharmahd que era inminente un último día de juicio público. La sentencia de muerte contra su padre es segura. Se temía su ejecución inminente. AI y la Unión Nacional para la Democracia en Irán (NUFDI) en el exilio hicieron un llamamiento urgente a la administración estadounidense del presidente Joe Biden para que rescate a Sharmahd y a otros presos detenidos ilegalmente en Irán del riesgo de tortura y ejecución. AI también se refirió a la contradicción entre los cargos inventados contra Sharmahd y la explicación estatal anterior de la explosión en Shiraz. Gazelle Sharmahd informó a los medios occidentales y dijo que el régimen estaba convirtiendo a su padre en un chivo expiatorio por el accidente de 2008 en Shiraz y para perseguir a los disidentes. Criticó al gobierno alemán por ser pasivo con el régimen iraní. Este último dijo que condenaba la pena de muerte en general y seguía buscando acceso consular a Sharmahd. Varios destacados exiliados iraníes pidieron al gobierno alemán que anunciara inequívocamente que todas las relaciones económicas y diplomáticas con Irán se romperían si se ejecutaba a Sharmahd.
En diciembre de 2022, el régimen iraní reanudó la farsa judicial de Jamshid Sharmahd. Las fotografías de las agencias de noticias estatales lo mostraban encorvado y angustiado. Inicialmente se suspendió una sentencia de muerte anunciada. Se asumió que el régimen quería evitar una presión internacional adicional debido a las protestas en curso en Irán desde septiembre de 2022 y estaba esperando el momento adecuado. El 21 de febrero de 2023 un portal de judicial estatal de Irán anunció que un tribunal iraní había condenado a muerte a Sharmahd por «corrupción en la tierra». Sharmahd y su familia habían negado su participación en los delitos violentos que se le atribuían. Los activistas de derechos humanos califican el veredicto como puramente injusto debido a la falta de un proceso legal, la falta de pruebas y la confesión obtenida mediante tortura. A principios de marzo de 2023, el poder judicial de Irán remitió una apelación contra la sentencia de muerte directamente a la Corte Suprema de Irán. Desde entonces, Sharmahd ha sido amenazado con una rápida ejecución. El 26 de abril el veredicto fue confirmado.

## Reacciones internacionales
El secuestro, la tortura, la farsa judicial y la sentencia de muerte de Sharmahd han sido condenados internacionalmente. El Grupo de Trabajo de la ONU sobre la Detención Arbitraria culpó al gobierno de Irán por «el rapto y secuestro del Sr. Sharmahd» en 2020. AI considerar que el juicio tiene motivaciones políticas, pide la liberación de Sharmahd y presión internacional sobre el régimen iraní.
El Ministerio de Relaciones Exteriores de Alemania convocó al embajador iraní Mahmoud Farazandeh e identificó a dos diplomáticos iraníes como personas no gratas. La ministra de Relaciones Exteriores, Annalena Baerbock (Bündnis 90/Die Grünen), calificó el veredicto como «absolutamente inaceptable» y pidió a Irán que lo revoque. El líder de la oposición, Friedrich Merz (CDU), que ha asumido el patrocinio político de Sharmahd, también criticó duramente la farsa judicial y la sentencia de muerte. A fines de marzo de 2023, más de 320 000 personas habían firmado una petición iniciada por la hija de Sharmahd, Gazelle Sharmahd, en la que pedía a la ministra de Relaciones Exteriores, Annalena Baerbock, que hiciera más por su padre.

## Ejecución
Fue ejecutado el 28 de octubre de 2024 en Teherán.